# Агранулоцитоз
Агранулоцитоз представляет собой патологическое состояние, при котором наблюдается снижение уровня лейкоцитов (менее 1·109/л) за счёт гранулоцитов (менее 0,75·109/л) и моноцитов, повышается восприимчивость организма к бактериальным и грибковым инфекциям.
В зависимости от патогенеза выделяют миелотоксический агранулоцитоз (цитостатическая болезнь) и иммунный, который связан с образованием антител к экзогенным антигенам — гаптенам (гаптеновый, лекарственный) агранулоцитоз, или аутоиммунный (при коллагенозах, лимфомах, вирусных гепатитах).
Гаптеновый агранулоцитоз может возникнуть в результате приёма диакарба (диамокса), амидопирина, антипирина, ацетилсалициловой кислоты (аспирина), метамизола натрия (анальгина), барбитуратов, изониазида (тубазида), мепротана (мепробамата), фенацетина, бутадиона, новокаинамида (прокаинамида), индометацина, левамизола, сульфаниламидов, метициллина, триметоприма (входит в состав бактрима), хингамина (хлорохина), инсектицидов, клозапина (азалептина) и др.
Впервые агранулоцитоз был описан в 1922 году Вернером Шульцем, в 1931 году независимо от него — R. R. Kracke. Широкое использование цитостатической терапии (и медикаментозной, и лучевой), а также большого количества новых лекарственных средств привело к повышению частоты этого синдрома.

## Патогенез агранулоцитоза
Для многих форм агранулоцитоза патогенез изучен недостаточно. При аутоиммунных формах поражения происходит гибель гранулоцитов в результате их контакта с аутоантителами. Механизм индивидуальной реакции организма на введение медикамента при гаптеновом агранулоцитозе до конца не изучен. Однажды возникнув, гаптеновый агранулоцитоз будет неизменно повторяться при введении в организм того же препарата — гаптена.

## Клиническая картина
Клиническая картина во многом напоминает симптомы цитостатической болезни и проявляется в виде поражения организма различными инфекциями в результате снижения эффективности иммунного ответа. Характерны (особенно при лекарственном агранулоцитозе) острое начало и быстрое нарастание клинических симптомов. Иногда возникновению основных признаков агранулоцитоза предшествует короткий скрытый период, характеризующийся слабостью, недомоганием, головными болями. К первым клиническим проявлениям агранулоцитоза относятся лихорадка, афтозный стоматит, ангина, озноб, артралгия. Развиваются язвенно-некротические поражения слизистой оболочки полости рта в виде изъязвлений, покрытых сероватым налётом, некротических бляшек и язв с грязно-серым налётом на миндалинах (агранулоцитарная ангина).
Процесс распространяется на нёбные дужки, язычок, твёрдое нёбо, дёсны и порой сопровождается незначительным увеличением регионарных лимфатических узлов, чаще всего шейных и подчелюстных. Данные изменения могут быть также на слизистой оболочке желудочно-кишечного тракта, лёгких, печени, мочевого пузыря, половых органов.
При гаптеновом агранулоцитозе развитие болезни бурное. После приёма препаратов, вызвавших агранулоцитоз, возникает нарастающая слабость, боль в горле, повышение температуры тела до 39—40 °С, появляется и нарастает гнилостный (путридный) запах изо рта (глоточно-ротовая форма). Нередко развиваются стоматит, ларингоспазм и асфиксия по причине скопления некротических плёнок и отёка гортани. К ошибке в диагностике может привести тот факт, что начальные проявления кишечно-некротической энтеропатии и поражение слизистых оболочек ротовой полости опережают появление лабораторных показателей агранулоцитоза.

### Тяжёлые осложнения агранулоцитоза
К ним относятся, в частности, некротическая энтеропатия (чаще отмечается при миелотоксическом агранулоцитозе), пневмония, токсический гепатит.
Клинические проявления некротической энтеропатии могут быть выражены слабо: вздутие живота, несильные схваткообразные боли, жидкие или кашицеобразные испражнения, урчание в животе и плеск. Перистальтика при этом осложнении обычно сохранена, симптомы раздражения брюшины выражены нечётко. Прогрессирование энтеропатии может вызвать перфорацию стенки кишки и перитонит, а также септицемию грамотрицательной флорой и эндотоксический шок. Сепсис, вызванный кишечной флорой, может привести к летальному исходу.
Для пневмонии, развивающейся вследствие агранулоцитоза, характерна скудость физикальных и рентгенологических данных. Могут отсутствовать кашель и мокрота, заболевание при этом проявляется высокой температурой тела, одышкой смешанного характера. Лишь при восстановлении количества гранулоцитов в крови клиническая картина пневмонии становится типичной.
Токсический гепатит при агранулоцитозе развивается часто; он обусловлен как некрозами в ткани печени, так и непосредственным воздействием причины, вызвавшей агранулоцитоз.

## Лечение агранулоцитоза
В первую очередь необходимо устранение этиологического повреждающего фактора, срочная госпитализация больного агранулоцитозом, желательно в гематологическое отделение, и помещение его в стерильные условия (изолятор, ультрафиолетовое облучение воздуха с защитой больного, персонал входит в масках, шапочках, бахилах). Необходим тщательный уход за кожей и слизистыми оболочками. Подкожные и внутримышечные инъекции следует заменить внутривенными, чтобы предотвратить развитие абсцессов.
Назначаются антибиотики широкого спектра действия, по показаниям — противогрибковые и противовирусные препараты, иммуноглобулин. Могут применяться также препараты гранулоцитарного колониестимулирующего фактора (КСФ). При некротической энтеропатии больному следует проводить парентеральное питание.
При аутоиммунном агранулоцитозе производится угнетение аутоиммунной агрессии, больному показаны глюкокортикоиды в высоких дозах (60—100 мг/сут) до нормализации числа гранулоцитов в крови с последующей постепенной отменой гормонов. При гаптеновом агранулоцитозе введение глюкокортикоидов не эффективно.
При лечении цитостатического агранулоцитоза средствами выбора являются препараты рекомбинантных гемопоэтических факторов роста: Г-КСФ, ГМ-КСФ, интерлейкин-1 и интерлейкин-3.

## Прогноз
Прогноз условно неблагоприятный и во многом определяется основным заболеванием (системная красная волчанка, ревматоидный артрит и т. п.). Гаптеновый агранулоцитоз даёт высокий процент смертельных исходов. Заболевание также может привести к стойкой утрате трудоспособности.